# وینترفلد
وینترفلد (به آلمانی: Winterfeld) یک منطقهٔ مسکونی در آلمان است که در آپنبورگ-وینترفلد واقع شده‌است. وینترفلد ۶۰۶ نفر جمعیت دارد.